# East Challow
East Challow is een civil parish in het bestuurlijke gebied Vale of White Horse, in het Engelse graafschap Oxfordshire. In 2001 telde het dorp 1071 inwoners.